# Ekkehart Stark

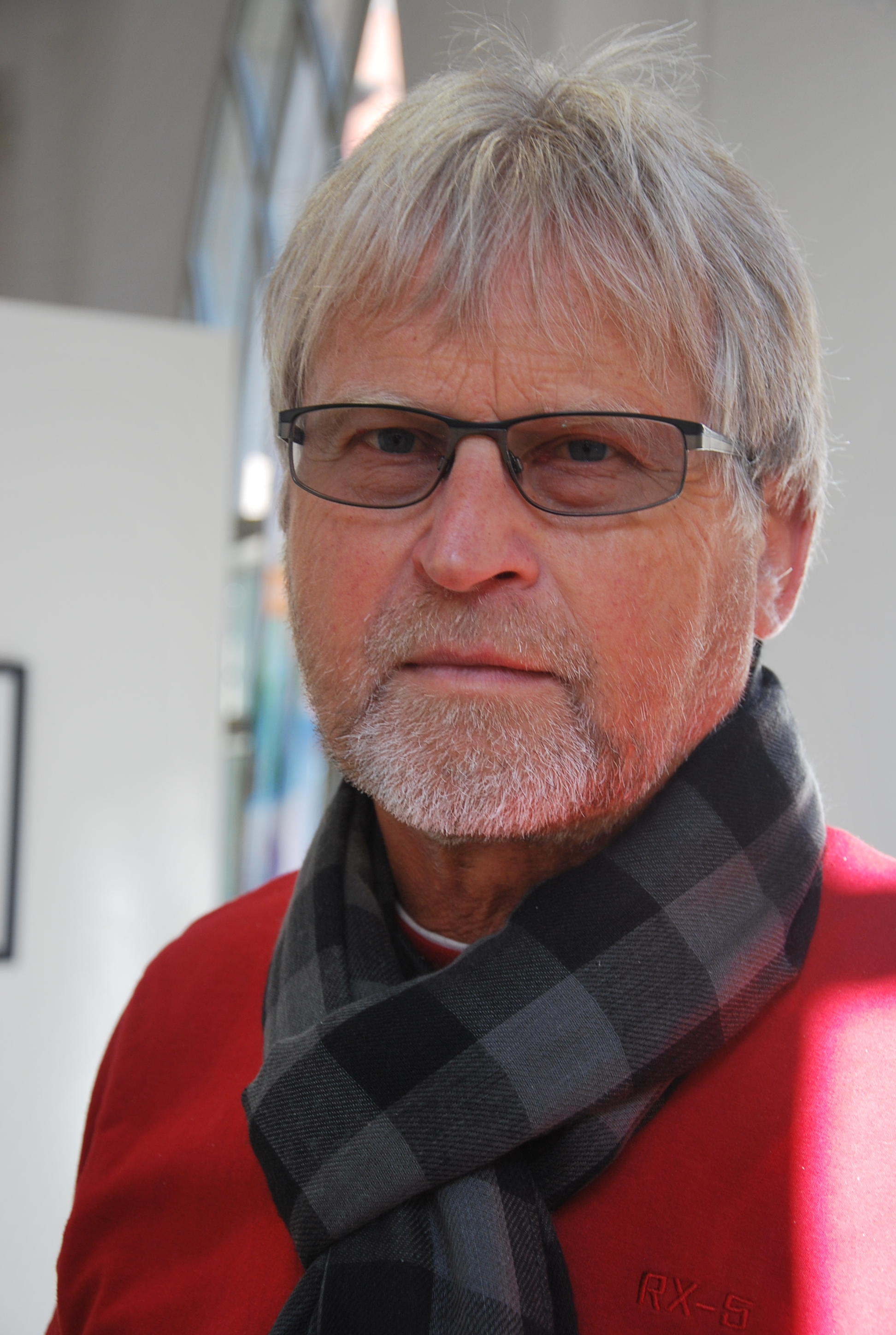
Ekkehart Stark, 2013

Ekkehart Stark (* 28. Februar 1947 in Waldheim; † 17. August 2022) war ein deutscher Maler und Grafiker.

## Leben
Ekkehart Stark wuchs in Kriebstein auf und absolvierte ab 1961 in Waldheim eine Lehre als Dekorationsmaler, danach folgte ein Studium in Dresden an der Hochschule für Bildende Künste. Ab 1973 war er Erster Theatermaler am Opernhaus in Karl-Marx-Stadt (Chemnitz). Neben der freien Malerei und Grafik lag der Schwerpunkt seines gebrauchsgrafischen Schaffens ab 1980 im Produktdesign für die Firma Florena Cosmetic Waldheim sowie der Gestaltung von Logos für Firmen sowie zahlreicher Kirchensiegel für die sächsische Landeskirche und Wappen für Städte und Gemeinden, daneben die François Maher Presley Stiftung für Kunst und Kultur oder die Telemann-Stiftung in Hamburg. Im Jahre 1989 wurde er in den Verband Bildender Künstler der DDR aufgenommen. 1990 trat Ekkehart Stark in den Verband Deutscher Grafikdesigner ein. Ab 2005 war er als freischaffender Künstler tätig. Stark gründete 2005 den Kunstkreis Kriebstein. Er war Förderer der François Maher Presley Stiftung für Kunst und Kultur und war vom 1. Januar 2018 bis 31. Dezember 2019 Stiftungsbotschafter, der er bis zu seinem Tod verbunden blieb. Im Jahr 2022 wurde er für seine vielseitigen und langjährigen Verdienste mit der „Goldenen Stiftungsmedaille und Urkunde“ im Neo-Rokokosaal der Stadt Hainichen in Anwesenheit des Landrats Matthias Damm und verschiedener Bürgermeister ausgezeichnet. Seine letzte Ruhestätte fand Ekkehart Stark in Waldheim.

## Werk

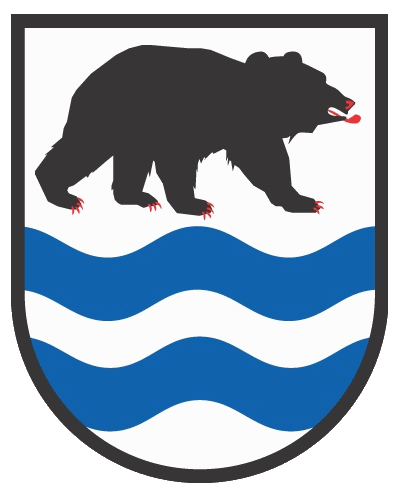
Eine Grafik von Ekkehart Stark: Wappen der Gemeinde Kriebstein

Zu den Vorbildern des Malers Ekkehart Stark zählte William Turner. Doch bestehen zwischen Vorbild und Stark große Unterschiede. Im Gegensatz zu Turner beließ Stark das „Original“. Er veränderte die Landschaft nicht; in seinen Ansichten von Städten verschiebt und verzerrt er keine Gebäude, abstrahiert nur so weit, wie das Aquarellieren an sich eine Veränderung, eine Abstraktion mit sich bringt, die er gegebenenfalls nachträglich – mit genau gesetzten Strichen – im Zaum zu halten sucht. Gerade die Darstellung von leerstehenden und alten Scheunen, Häusern oder Häfen zeigt – trotz der eher freien Technik – die Nähe zur Wirklichkeit und ihren Dimensionen.
Seine Grundeinstellung aber blieb, die Welt zu sehen, nicht sie neu zu erschaffen oder Möglichkeiten aufzuzeigen, sie zu gestalten, sondern sich darauf beschränkend, jene Sprache zu wählen, die beim Betrachter seiner Arbeiten Verbindungen zwischen Darstellung und Empfinden schafft. Diese Verbindung zwischen Künstler und Umwelt, zwischen ihm und anderen Menschen, sah Stark als einen sozialen Vorgang, der mehr auf die Sicherheit der eigenen Gefühlswelten setzt als auf das Wagnis und den Aufbruch.
Das mag in der Vita des Künstlers begründet liegen, dessen Leben in der DDR und dem dort herrschenden System geprägt wurde. Wäre zur „Wende“ ein Neuanfang möglich gewesen, so waren es die Lebensumstände, die erst einmal das Wirtschaftliche in den Vordergrund rückten, wenngleich die tausend Bilder einer „neuen“ Welt verlockend waren, doch ebenso fremd und keine Sicherheit vermittelnd – gerade nicht für jene Menschen, die Verpflichtungen eingegangen waren, nicht allein sich, sondern auch ihren Familien gegenüber. Schon im SED-Staat lernte Stark die „Hoffnung“ auf Besserung und Veränderung kennen, und sie hatte manchmal viel zu tun mit dem nun in vielen bunten Bildern und angeblichen Möglichkeiten sich reflektierenden demokratischem Versprechen,– beides wenig greifbar, nicht wahrhaftig, sehr oft sehr abstrakt, oft genug unreal und unerfüllt – überwältigend, aber eben doch unerfüllt. Stark der Beobachter, manchmal der nur von außen Beobachtende, manchmal der Unbeteiligte, der Zurückgezogene, der Einsame, aber auch,– der auf seinem eigenen Weg sichere. Sein Versprechen auf ein Hier und Jetzt erfüllte sich augenblicklich. Seine Gefühle hierzu hielt er sofort in seinen Arbeiten fest. Doch mit der Wende kam auch für Starks Malerei die Veränderung. Nun war es möglich, auf Reisen jahrhundertealte Städte zu entdecken, Architektur und Museen zu besuchen, darin von Menschen geschaffene Kunstwerke, ja auch nachträglich die Entwicklungen in der Malerei nachzuvollziehen, sich zu orientieren und so auf dem Weg sich näherzukommen, seinem Sicherheitsbedürfnis zu entsprechen, aber nicht die äußere Sicherheit zu suchen, sondern die innere zu finden.
Nicht allein das von Menschen Geschaffene inspirierte Ekkehart Stark. Es war auch die vollendete Gestaltungskraft der Natur,– die Geburt, das Leben, der Tod, das Erblühen der Blumen und deren Verwelken, deren Zerfall, die Gesichter junger Menschen, deren Entwicklung und die vielen Falten im Alter, die ein Leben authentisch nachzeichnen, oft viel mehr Auskunft geben, als Worte es könnten. Stark mochte das Alter, den Zerfall, den er als einen natürlichen und damit auch schönen, interessanten Vorgang betrachtete, ob die Herbstlandschaft, mit ihrem großartigen Farbenspiel, das Verblühen einer Blume, die ausdrucksstarken Gesichter alter Menschen oder den Zerfall von Gebäuden, die einmal neu entstanden, genutzt, belebt und nun unnötig geworden waren, verlassen sind, verfallen und deren „langsames Sterben“ auch Neues gebärt,– neue Ein- und Ansichten, andere Farben, sich veränderndes Material, später wieder eine Einheit bildet,– mit der sie vereinnahmenden Natur,– als Basis für ein neues Entstehen – eine Wiederkehr.
Ekkehart Stark wollte seine Malerei nicht überfrachten, eher neigte er dazu, seine Betrachter zu unterfordern. So verzichtete er auf eine soziale oder politische Botschaft. Das war einmal anders; in der Zeit zwischen 1962 und 1989 macht sich der Künstler in seinen Arbeiten Luft, er widerspricht, soweit es eben in der DDR möglich war, er stellt infrage und ließ seinen Widerwillen dem System gegenüber, das er als Unrechtsregime verstand, eines, das nicht allein sein Leben bestimmen wollte, sogar sein Denken und Handeln, in seiner Kunst freien Lauf. Dieses Verhalten hatte Folgen für die damaligen Ausstellungen, aber es war auch wichtig für Stark, trotz des fortwährenden äußeren Drucks, er selbst zu bleiben, sich die Treue zu halten, seinem ganz natürlichen Widerstand. In den sozialistischen Kleinbürgermuff passte Ekkehart Stark nicht, und das war auch nicht sein Verlangen. Diese Fremde im eigenen Land führte später zu seiner Beteiligung an den Demonstrationen gegen das Regime, gegen das System, gegen die Unfreiheit des Verstands. Die folgende Wende empfand er als ein „die Welt in Ordnung bringen“. Sein Kampf schien gewonnen. Sein Ziel war erreicht. Sein Werk widmet sich nun der Freiheit – der Freiheit, die Welt zu bereisen, sie zu sehen, sie kritisch zu besehen, aber eben auch offen zu betrachten und großen Gefallen an dem zu fühlen, was er erstmals in seinem Leben sah.
Aber erneut veränderten sich die Aussagen seiner Arbeiten ab 2015, speziell seiner Zeichnungen,– entwickelten sich zurück zum Anfang, nicht darstellerisch, aber doch die Intention betreffend. Wieder fühlte sich Ekkehart Stark fremd in seinem Land. Wieder wollte er sich Luft machen. Wieder stellte er sich gegen das System, fragte, unterstrich, forderte. Und wieder wusste er, dass man ihm nahm, dass Systeme eben nicht vorsehen, dass man sie einfach so verändert, ganz sicher nicht als Einzelner und es dazu viele Jahrzehnte braucht.
Das Titelbild zum Buch Waldheim Top 25, an dem Stark mitgearbeitet hat, befindet sich im Besitz des Stadt- und Museumshauses in Waldheim, in deren Sammlung es ausgestellt ist. Eine Sammlung von Ansichten der Stadt Lommatzsch befindet sich als Dauerausstellung in dem dortigen Rathaus. Eine größere Kollektion, die die Entwicklung des Künstlers im Laufe seiner Schaffenszeit widerspiegelt ist Teil der Kunstsammlung der François Maher Presley Stiftung für Kunst und Kultur.

## Ausstellungen
- 1975 Schauspielhaus Chemnitz
- 1985 Burg Kriebstein
- 1986 Kulturhaus Hainichen
- 1989 Kulturhaus Kriebethal
- 1995 Rathaus Waldheim
- 2002 Alte Pfarrhäuser Mittweida
- 2006 VHS Mittweida
- 2007 Kloster Buch
- 2009 Kleine Galerie Döbeln
- 2010 Schloss Altenhain
- 2011 Gut Haferkorn Dobernitz
- 2011 Kunsthof Sobrigau
- 2011 Kleine Galerie Döbeln
- 2012 Landratsamt Freiberg
- 2013 Stadtbibliothek Hartha
- 2014 Galerie Triebe Lichtenwalde
- 2014 Rathaus Roßwein
- 2015 Kulturwirtschaft Schlawutzke Döbeln
- 2017 Rathaus Waldheim
- 2017 Kleine Galerie Döbeln
- 2020 Galerie der François Maher Presley Stiftung für Kunst und Kultur, Waldheim
- 2022 Rathaus Lommatzsch

## Gruppenausstellungen
- 2013 Kunstschranne Weißenburg (By)
- 2016 Rathaus Rochlitz
- 2016 Centro Arte Monte Onore e.V. Ehrenberg
- 2018 Galerie der François Maher Presley Stiftung für Kunst und Kultur, Waldheim

## Publikationen
- Ekkehart Stark: Aquarell, Öl, Zeichnung. Vorwort von François Maher Presley, Kriebstein / Waldheim 2016, erschienen bei in-Cultura.com, Hamburg 2016. ISBN 978-3-930-727-70-4.
- François Maher Presley: Waldheim Top 25. Hg. von Gaby Zemmrich, Illustrationen Ekkehart Stark, Ralf Schneider. in-Cultura.com, Hamburg 2017, ISBN 978-3-930727-55-1.
- François Maher Presley: Prinzessin Françoise und der Königliche Geschichtenerzähler. Hg. von Michael Rösel, Illustrationen Kurz Rübner, Ekkehart Stark. in-Cultura.com, Hamburg 2019, ISBN 978-3-930727-59-9.
- François Maher Presley: Kater Arthur von Schloss Rochsburg. Deckblattillustration Ekkehart Stark. in-Cultura.com, Hamburg 2020, ISBN 978-3-930727-69-8.
- 75 Jahre Ekkehart Stark. Festschrift. Hg. von der François Maher Presley Stiftung für Kunst und Kultur. in-Cultura.com, Hamburg 2022, ISBN 978-3-930727-65-0.